# Andreas Dittmer
Andreas Dittmer (* 16. April 1972 in Neustrelitz, DDR) ist ein ehemaliger deutscher Kanute, mehrfacher Weltmeister und dreifacher Olympiasieger, der nach seiner Laufbahn als Aktiver als Trainer tätig ist.

## Werdegang
Dittmer startete im Kanurennsport und zählte seit 1991 zur Weltspitze. Er wurde zwischen 1994 und 2008 im Einer- und Zweier-Canadier insgesamt achtmal Weltmeister. Bei den Olympischen Spielen 1996 in Atlanta gewann er im Zweier-Canadier über 1000 m mit Gunar Kirchbach seine erste olympische Goldmedaille. Anschließend konzentrierte Dittmer sich ausschließlich auf die Einer-Wettbewerbe und gewann über 1000 m bei den Olympischen Spielen 2000 in Sydney auch im Einer die Goldmedaille. Auf der Sprintstrecke über 500 m konnte er in Sydney zusätzlich noch die Bronzemedaille gewinnen.
2003 wurde er im US-amerikanischen Gainesville Doppelweltmeister im Einer-Canadier über 500 und 1000 m. Dies machte ihn natürlich zum Top-Favoriten auch für die Olympischen Spiele 2004 in Athen. In seiner Paradedisziplin über 1000 m konnte er zunächst jedoch nur die Silbermedaille gewinnen. Er unterlag im Finallauf dem Spanier David Cal mit einem Abstand von vier Zehntel. Doch einen Tag später wurde Dittmer zum dritten Mal Olympiasieger, als er die 500-m-Sprintstrecke gewann und David Cal als Zweiten hinter sich ließ.
Die Erfolge in Zahlen:
- viermalige Teilnahme an Olympischen Sommerspielen
- dreifacher Olympiasieger 1996, 2000, 2004, 1 × Silber, 1 × Bronze
- achtfacher Weltmeister: 1994, 1997, 2001, 2002, 2 × 2003 und 2 × 2005
- Mit 30 WM-Medaillen und 46 Deutschen Meistertiteln ist er der erfolgreichste Canadier-Fahrer aller Zeiten
- 2018 wurde er kanadischer Meister im C15 (Warcanoe) über die 1000-m-Strecke[2]

## Privates
Andreas Dittmer ist Bankkaufmann und Sparkassenbetriebswirt und startete für den SC Neubrandenburg. Seit 2004 ist er Ehrenbürger der Stadt Neubrandenburg. Außerdem engagiert er sich seit vielen Jahren für die Nachwuchsförderung. So hat er im Jahr 2006 ein Jugendcamp im Bundesleistungszentrum Kienbaum (bei Berlin) und 2007 im italienischen Sabaudia organisiert und durchgeführt.
Andreas Dittmer beendete seine aktive Laufbahn 2008 und arbeitete bis 2018 für den Deutschen Sparkassen- und Giroverband. Von März 2018 bis September 2020 war er als Nationaltrainer für den Kanadischen Kanuverband (CKC) tätig. Seit Oktober 2020 ist Dittmer Bundestrainer für die Disziplingruppe „Canadier Herren“ beim Deutschen Kanuverband (DKV). Im Oktober 2021 gab er seine Rückkehr nach Kanada bekannt, wo er seit Januar 2022 wieder als Nationaltrainer tätig ist.
Bei den Olympischen Sommerspielen 2012 war er als Botschafter der Kampagne „MV tut gut.“ seines Heimatlandes Mecklenburg-Vorpommern in London und hielt seine Eindrücke in einem Online-Tagebuch fest.
2008 nahm er mit einer internationalen Crew am Molokai Hoe Outrigger Rennen teil. Die Ostseeüberquerung von Bornholm nach Rügen im Outrigger bescherte ihm im Jahr 2014 einen Eintrag in das Guinnessbuch der Rekorde.
Dittmers jüngere Schwester Anja (* 1975) war eine der erfolgreichsten deutschen Triathletinnen.

## Auszeichnungen
- 1996, 2001, 2005: Silbernes Lorbeerblatt
- 2000: Pierre de Coubertin-Preis vom Internationalen Komitee für Fair Play
- 2001: Champion des Jahres
- 2004: Bambi Kategorie Sport mit dem Kanurennsport-Olympiateam für die Erfolge bei den Olympischen Sommerspielen 2004 in Athen
- 2005: Sportler des Jahres; Sparkassen-Sonderpreis Vorbilder im Sport
- 2018: Aufnahme in die Hall of Fame des deutschen Sports
- 2020: Aufnahme in den Walk of Sport der Stadt Neubrandenburg[10]